# Farao
För andra betydelser, se Farao (olika betydelser).

Efter farao Djoser av den tredje dynastin avbildades de flesta faraoner med nemes, "falskt skägg" och andra utsmyckningar.

Farao, "det stora huset", var titeln för forntida egyptiska kungar.
Ursprungligen användes detta fornegyptiska uttryck som en benämning på palatset eller hovet, men från cirka 1350 f.Kr. kom det att beteckna kungen själv (i det fallet farao Akhenaton), och på 800-talet f.Kr. blev det en av den egyptiske kungens titlar. Lite anakronistiskt brukar man idag säga "farao" om alla egyptiska kungar ända från fördynastisk tid (cirka 3200 f.Kr. - 3000 f.Kr.).
Faraonerna regerade från omkring 3000 f.Kr. fram till grekisk-romersk tid. Farao uppfattades som son till Horus och gudarnas företrädare på jorden. Den flera tusen år långa regeringsperioden uppdelas av moderna forskare i "riken" och "mellantider" samt i dynastier efter den antika historikern Manethos förebild.
Farao var en sorts gud över Egypten, som troddes ha blivit utvald av gudarna att härska över folket. Efter 1300-talet f.Kr. vände det, då trodde man inte längre på detta. De flesta faraonerna levde i Memfis och Thebe. När de dog begravdes de i stora gravar, till exempel i pyramider eller i berg. Dessa gravar innehöll många värdefulla skatter, så att faraonerna skulle få leva ett liv i lyx även efter döden. Detta ledde också till att gravarna gjordes mycket svåra att bryta sig in i, men alla bröts upp och merparten plundrades redan under antiken.
Såvitt man känner till blev endast fyra kvinnor faraoner: Sobekneferu, Hatshepsut, Neferneferuaten och Twosret. Hatshepsut bar i ikonografin alla de (manliga) attribut vilka hörde till kungaämbetet, såsom lösskägg, kilt och krona.
En av de största faraonerna var Ramses II, men den mest kände torde vara Tutankhamon.